# ФК «Рома» в сезоні 1928—1929
ФК «Рома» в сезоні 1928—1929 — сезон італійського футбольного клубу «Рома».

## Склад
| № | Поз. | Нац.   | Гравець            |
| - | ---- | ------ | ------------------ |
|   | ВР   | Італія | Бруно Балланті     |
|   | ВР   | Італія | Джузеппе Рапетті   |
|   | ЗХ   | Італія | Джананджело Барзан |
|   | ЗХ   | Італія | Джорджо Карпі      |
|   | ЗХ   | Італія | Джованні Корбйонс  |
|   | ЗХ   | Італія | Маріо Де Мікелі    |
|   | ЗХ   | Італія | Аттіліо Маттеї     |
|   | ПЗ   | Італія | Джованні Деньї     |
|   | ПЗ   | Італія | Фульвіо Бернардіні |
|   | ПЗ   | Італія | Раффаеле Д'Аквіно  |
|   | ПЗ   | Італія | Аттіліо Ферраріс   |

| № | Поз. | Нац.      | Гравець                  |
| - | ---- | --------- | ------------------------ |
|   | НП   | Італія    | Маріо Боссі              |
|   | НП   | Італія    | Оресте Бенатті           |
|   | НП   | Італія    | Чезаре Августо Фазанеллі |
|   | НП   | Італія    | Бруно Ріккі              |
|   | НП   | Італія    | П'єріно Ровіда           |
|   | НП   | Італія    | Карло Дзампорліні        |
|   | НП   | Італія    | Маріо Буссич             |
|   | НП   | Аргентина | Артуро Кіні Лудуенья     |
|   | НП   | Італія    | Фернандо Еусебіо         |
|   | НП   | Італія    | Родольфо Волк            |

## Чемпіонат Італії

### Турнірна таблиця
|                                        |     | Турнірна таблиця 1928—1929 — Група A | О  | І  | В  | Н  | П  | М+  | М- |
| -------------------------------------- | --- | ------------------------------------ | -- | -- | -- | -- | -- | --- | -- |
| Кваліфікувався до національного фіналу | 1.  | «Торіно»                             | 48 | 30 | 21 | 6  | 3  | 115 | 31 |
|                                        | 2.  | «Мілан»                              | 42 | 30 | 18 | 6  | 6  | 77  | 34 |
|                                        | 3.  | «Рома»                               | 40 | 30 | 17 | 6  | 7  | 71  | 34 |
|                                        | 4.  | «Алессандрія»                        | 40 | 30 | 16 | 8  | 6  | 64  | 47 |
|                                        | 5.  | «Про Патрія»                         | 36 | 30 | 15 | 6  | 9  | 68  | 52 |
|                                        | 6.  | «Модена»                             | 35 | 30 | 14 | 7  | 9  | 59  | 51 |
|                                        | 7.  | «Ліворно»                            | 32 | 30 | 13 | 6  | 11 | 61  | 62 |
|                                        | 8.  | «Падова»                             | 30 | 30 | 11 | 8  | 11 | 53  | 58 |
|                                        | 9.  | «Трієстіна»                          | 29 | 30 | 12 | 5  | 13 | 60  | 68 |
| Вибув до Серії B                       | 10. | «Казале»                             | 23 | 30 | 8  | 7  | 15 | 59  | 72 |
| Вибув до Серії B                       | 11. | «Ла Домінанте»                       | 23 | 30 | 8  | 7  | 15 | 38  | 68 |
| Вибув до Серії B                       | 12. | «Новара»                             | 23 | 30 | 8  | 7  | 15 | 40  | 77 |
| Вибув до Серії B                       | 13. | «Барі»                               | 22 | 30 | 6  | 10 | 14 | 38  | 61 |
| Вибув до Серії B                       | 14. | «Аталанта»                           | 20 | 30 | 6  | 8  | 16 | 27  | 53 |
| Вибув до Серії B                       | 15. | «Прато»                              | 19 | 30 | 7  | 5  | 18 | 36  | 63 |
| Вибув до Серії B                       | 16. | «Леньяно»                            | 18 | 30 | 7  | 4  | 19 | 33  | 68 |

### Матчі
| 30 вересня 1928 15:30 CEST 1 тур |

| «Рома»                                         | 4:1      | «Леньяно»   |
| ---------------------------------------------- | -------- | ----------- |
| Бернардіні 15' Волк 58' Кіні 62' Фазанеллі 85' | Протокол | 68' Аліатіс |

| Стадіо Націонале, Рим Арбітр: Малагоді |

| 7 жовтня 1928 2 тур |

| «Барі»                     | 2:1      | «Рома»              |
| -------------------------- | -------- | ------------------- |
| Костантіно 52' (пен.), 54' | Протокол | 43' (пен.) Корбйонс |

| Сан Лоренцо, Барі Арбітр: Ості |

| 21 жовтня 1928 3 тур |

| «Рома»                             | 4:0      | «Прато» |
| ---------------------------------- | -------- | ------- |
| Кіні 47', 65', 85' (пен.) Волк 48' | Протокол |         |

| Стадіо Націонале, Рим Арбітр: Джорджі |

| 28 жовтня 1928 15:00 CET 4 тур |

| «Трієстіна»                       | 3:3      | «Рома»                                    |
| --------------------------------- | -------- | ----------------------------------------- |
| Кастеллані 34', 35' Остроманн 74' | Протокол | 7' Бенатті 48' Ферраріс IV 80' Бернардіні |

| Кампо де Монтребелло, Трієст Арбітр: Ф.Маттеа |

| 1º листопада 1928 15:00 CET 5 тур |

| «Рома»                 | 2:2      | «Алессандрія»            |
| ---------------------- | -------- | ------------------------ |
| Волк 7' Бернардіні 54' | Протокол | 27' Каттанео 62' Банкеро |

| Стадіо Націонале, Рим Арбітр: К.Ферро |

| 4 листопада 1928 6 тур |

| «Новара»            | 1:3      | «Рома»                                   |
| ------------------- | -------- | ---------------------------------------- |
| Анжело Ферраріс 41' | Протокол | 62' Бернардіні 86' Фазанеллі 88' Бенатті |

| Камо ді віа Ломброзо, Новара Арбітр: К.Ферро |

| 18 листопада 1928 14:30 CET 7 тур |

| «Рома»   | 1:2      | «Падова»                |
| -------- | -------- | ----------------------- |
| Волк 22' | Протокол | 1' Д.Монті 78' Прендато |

| Стадіо Націонале, Рим Арбітр: Сані |

| 25 листопада 1928 8 тур |

| «Домінанте» | 1:2      | «Рома»                         |
| ----------- | -------- | ------------------------------ |
| Фонтана 18' | Протокол | 48' Волк 83' (пен.) Бернардіні |

| Стадіо Дель Літторіо, Генуя Арбітр: К.Ферро |

| 9 грудень 1928 14:30 CET 9 тур |

| «Рома»                                                 | 5:0      | «Модена» |
| ------------------------------------------------------ | -------- | -------- |
| Фазанеллі 20', 50' Волк 28', 29' Бернардіні 58' (пен.) | Протокол |          |

| Стадіо Націонале, Рим Арбітр: Ленті |

| 16 грудень 1928 10 тур |

| «Про Патрія»                                | 4:3      | «Рома»                     |
| ------------------------------------------- | -------- | -------------------------- |
| Грегар 61' Бонівенто 73' Регуццоні 75', 85' | Протокол | 10', 65' Д'Аквіно 54' Волк |

| Стадіо Комунале Арбітр: Ості |

| 23 грудень 1928 14:30 CET 11 тур |

| «Рома»                              | 2:1      | «Казале»   |
| ----------------------------------- | -------- | ---------- |
| Фазанеллі 81' Бернардіні 88' (пен.) | Протокол | 16' Дзанні |

| Стадіо Націонале, Рим Арбітр: Малагоді |

| 6 січня 1929 12 тур |

| «Ліворно»      | 1:0      | «Рома» |
| -------------- | -------- | ------ |
| Сільвестрі 68' | Протокол |        |

| Кампо ді Вілла Чаєз, Ліворно Арбітр: Ленті |

| 13 січня 1929 14:30 CET 13 тур |

| «Рома»                     | 3:0      | «Аталанта» |
| -------------------------- | -------- | ---------- |
| Фазанеллі 8', 57' Кіні 86' | Протокол |            |

| Стадіо Націонале, Рим Арбітр: Дані |

| 20 січня 1929 14 тур |

| «Торіно»                        | 3:0      | «Рома» |
| ------------------------------- | -------- | ------ |
| С.Каррера 20' Россетті 21', 65' | Протокол |        |

| Філадельфія, Турин Арбітр: Ленті |

| 27 січня 1929 14:30 CET 15 тур |

| «Рома»   | 1:1      | «Мілан»      |
| -------- | -------- | ------------ |
| Кіні 54' | Протокол | 28' Торріані |

| Стадіо Націонале, Рим Арбітр: Ф.Маттеа |

| 3 лютого 1929 16 тур |

| «Леньяно»  | 1:2      | «Рома»        |
| ---------- | -------- | ------------- |
| Ландіні 6' | Протокол | 22', 53' Волк |

| Стадіо Джованні Марі Арбітр: Дані |

| 10 лютого 1929 17 тур |

| «Рома» | 0:0      | «Барі» |
| ------ | -------- | ------ |
|        | Протокол |        |

| Стадіо Націонале, Рим Арбітр: Амадео Гварнері |

| 17 лютого 1929 14:30 CET 18 тур |

| «Прато» | 0:0      | «Рома» |
| ------- | -------- | ------ |
|         | Протокол |        |

| Кампо Вітторіо Венето, Прато Арбітр: Ості |

| 24 лютого 1929 19 тур |

| «Рома»                           | 4:0      | «Трієстіна» |
| -------------------------------- | -------- | ----------- |
| Фазанеллі 10', 41' Волк 30', 58' | Протокол |             |

| Стадіо Націонале, Рим Арбітр: Енрієтті |

| 17 березня 1929 14:30 CET 20 тур |

| «Алессандрія» | 0:2      | «Рома»                    |
| ------------- | -------- | ------------------------- |
|               | Протокол | 61' (пен.) Барзан 75'Волк |

| Кампо Дель Літторіо, Алессандрія Арбітр: Скарпі |

| 31 березня 1929 21 тур |

| «Рома»                               | 4:0      | «Новара» |
| ------------------------------------ | -------- | -------- |
| Фазанеллі 67' Кіні 68' Волк 82', 88' | Протокол |          |

| Стадіо Націонале, Рим Арбітр: Бонелло |

| 14 квітня 1929 22 тур |

| «Падова»                          | 4:3      | «Рома»                         |
| --------------------------------- | -------- | ------------------------------ |
| Веккіна 23', 38', 42' Д.Монті 80' | Протокол | 6' Фазанеллі 64' Кіні 67' Волк |

| Сільвіо Аппіані, Падуя Арбітр: Амадео Гварнері |

| 21 квітня 1929 23 тур |

| «Рома»                          | 3:1      | «Домінанте» |
| ------------------------------- | -------- | ----------- |
| Волк 22' Фазанеллі 50' Кіні 82' | Протокол | 58' Карціно |

| Стадіо Націонале, Рим Арбітр: Умберто Гама |

| 5 травня 1929 24 тур |

| «Модена»              | 3:1      | «Рома»   |
| --------------------- | -------- | -------- |
| Маццоні 16', 32', 42' | Протокол | 23' Волк |

| Екс Велодромо, Модена Арбітр: Умберто Гама |

| 12 травня 1929 15:00 CEST 25 тур |

| «Рома»                                | 3:0      | «Про Патрія» |
| ------------------------------------- | -------- | ------------ |
| Бернардіні 15' Кіні 21' Фазанеллі 31' | Протокол |              |

| Стадіо Націонале, Рим Арбітр: Умберто Гама |

| 19 травня 1929 15:00 CEST 26 тур |

| «Казале»           | 1:5      | «Рома»                                             |
| ------------------ | -------- | -------------------------------------------------- |
| Галліно 25' (пен.) | Протокол | 6', 72' Волк 17' Фазанеллі 55' Кіні 65' Бернардіні |

| Натале Паллі Арбітр: Ровіда |

| 26 травня 1929 15:00 CEST 27 тур |

| «Рома» | 0:0      | «Ліворно» |
| ------ | -------- | --------- |
|        | Протокол |           |

| Стадіо Націонале, Рим Арбітр: Дані |

| 2 червня 1929 28 тур |

| «Аталанта»   | 1:3      | «Рома»                |
| ------------ | -------- | --------------------- |
| Джянеллі 31' | Протокол | 8', 29' Кіні 31' Волк |

| Стадіо Маріо Брумана, Бергамо Арбітр: Ості |

| 9 червня 1929 17:00 CEST 29 тур |

| «Рома»                                          | 6:1      | «Торіно» |
| ----------------------------------------------- | -------- | -------- |
| Волк 16', 85', 88' Бернардіні 45' Кіні 55', 70' | Протокол |          |

| Стадіо Націонале, Рим Арбітр: Амадео Гварнері |

| 16 червня 1929 30 тур |

| «Мілан» | 0:1      | «Рома»            |
| ------- | -------- | ----------------- |
|         | Протокол | 45' (пен.) Барзан |

| Сан Сіро, Мілан Арбітр: Пессато |

## Статистика гравців
| №. | Поз. | Нац.   | Гравець                  | Всього | Всього | Національний дивізіон | Національний дивізіон |
| №. | Поз. | Нац.   | Гравець                  | Ігор   | Голів  | Ігор                  | Голів                 |
| -- | ---- | ------ | ------------------------ | ------ | ------ | --------------------- | --------------------- |
|    |      | Італія | Бруно Балланті           | 30     | -34    | 30                    | -34                   |
|    |      | Італія | Джузеппе Рапетті         | 0      | 0      | 0                     | -0                    |
|    |      | Італія | Джананджело Барзан       | 23     | 2      | 23                    | 2                     |
|    |      | Італія | Джорджо Карпі            | 5      | 0      | 5                     | 0                     |
|    |      | Італія | Джованні Корбйонс        | 12     | 1      | 12                    | 1                     |
|    |      | Італія | Джованні Деньї           | 19     | 0      | 19                    | 0                     |
|    |      | Італія | Маріо Де Мікелі          | 14     | 0      | 14                    | 0                     |
|    |      | Італія | Аттіліо Маттеї           | 11     | 0      | 11                    | 0                     |
|    |      | Італія | Оресте Бенатті           | 30     | 2      | 30                    | 2                     |
|    |      | Італія | Фульвіо Бернардіні       | 26     | 10     | 26                    | 10                    |
|    |      | Італія | Маріо Боссі              | 1      | 0      | 1                     | 0                     |
|    |      | Італія | Раффаеле Д'Аквіно        | 29     | 2      | 29                    | 2                     |
|    |      | Італія | Чезаре Августо Фазанеллі | 27     | 14     | 27                    | 14                    |
|    |      | Італія | Аттіліо Ферраріс         | 29     | 1      | 29                    | 1                     |
|    |      | Італія | Бруно Ріккі              | 1      | 0      | 1                     | 0                     |
|    |      | Італія | П'єріно Ровіда           | 5      | 0      | 5                     | 0                     |
|    |      | Італія | Карло Дзампорліні        | 0      | 0      | 0                     | 0                     |
|    |      | Італія | Маріо Буссич             | 9      | 0      | 9                     | 0                     |
|    |      | Італія | Артуро Кіні Лудуенья     | 27     | 15     | 27                    | 15                    |
|    |      | Італія | Фернандо Еусебіо         | 2      | 0      | 2                     | 0                     |
|    |      | Італія | Родольфо Волк            | 30     | 24     | 30                    | 24                    |